# مراسم صبحگاه

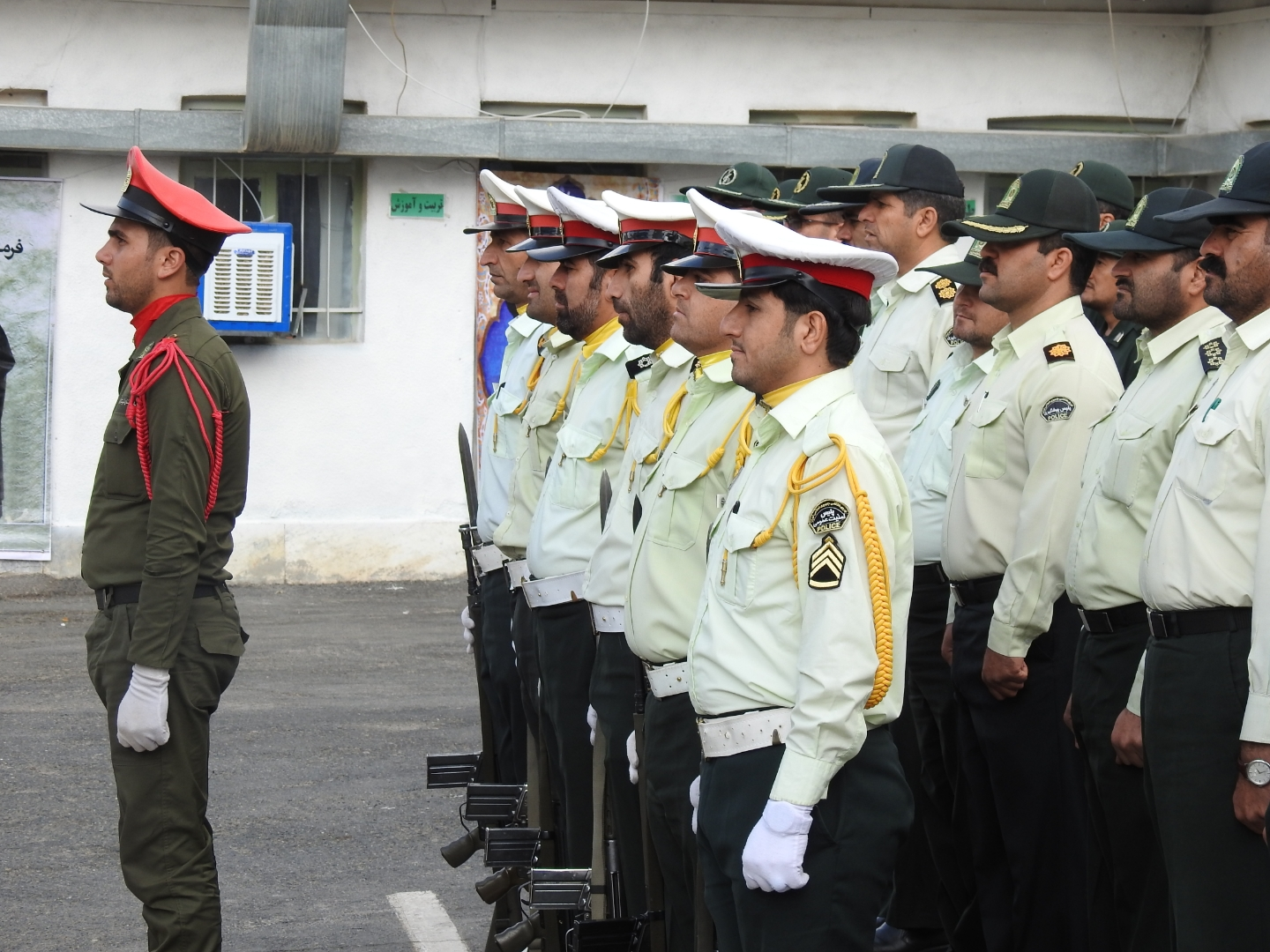
صبحگاه مشترک نیروهای مسلح شهرستان ازنا

مراسم صبحگاه مراسمی است که در ابتدای روز در پادگان‌های نظامی و مدارس برگزار می‌شود. در اغلب مدارس ایران و نیز در مراکز نظامی ایران این مراسم به این شکل برگزار می‌شود که دانش‌آموزان یا افراد نظامی (اعضای نیروهای مسلح) به صف می‌ایستند و به تلاوت قرآن، سرود ملی و دعا گوش می‌دهند و سپس نرمش می‌کنند.

## پانوشت‌ها
1. ↑  «مراسم صبحگاهی، اولین ایستگاه تربیت در مدرسه». ایرنا.